# De Stijl (album)
De Stijl è il secondo album della rock band statunitense dei The White Stripes, pubblicato nel 2000. 
De Stijl (Pronuncia olandese: IPA /də stɛil/) è  un movimento artistico olandese, e significa "Lo stile".  Jack White è un ammiratore del movimento, in particolar modo di Gerrit Rietveld progettista della Rietveld Schröder House, che i White visitarono durante il loro tour nei Paesi Bassi.
De Stijl è dedicato a Rietveld e al cantante blues Blind Willie McTell.

## Tracce
1. You're Pretty Good Looking (For a Girl) – 1:49
2. Hello Operator – 2:36
3. Little Bird – 3:06
4. Apple Blossom – 2:13
5. I'm Bound to Pack It Up – 3:09
6. Death Letter (Son House) – 4:29
7. Sister, Do You Know My Name? – 2:51
8. Truth Doesn't Make a Noise – 3:14
9. A Boy's Best Friend – 4:22
10. Let's Build a Home – 1:58
11. Jumble, Jumble – 1:53
12. Why Can't You Be Nicer to Me? – 3:22
13. Your Southern Can Is Mine (Blind Willie McTell) – 2:29

## Singoli
- Hello Operator